# Дюна (серіал)
«Дюна Френка Герберта» (англ. Frank Herbert's Dune) — трисерійний науково-фантастичний телевізійний мінісеріал, оснований на однойменному романі Френка Герберта. Режисером і сценаристом виступив Джон Гаррісон. Акторський ансамбль складається з таких акторів: Алек Ньюман у ролі Пола Атріда, Вільям Герт у ролі Герцога Лето, Саскію Рівз в ролі Джесіки, а також Джеймс Ватсон, П. Г. Моріарті, Роберт Рассел, Ієн Мак-Ніс і Джанкарло Джанніні.
Серіал був спродюсований компанією «New Amsterdam Entertainment», «Blixa Film Produktion» і «Hallmark Entertainment». Вперше він був показаний у Сполучених Штатах 3 грудня 2000 року на каналі «Sci Fi Channel». Пізніше він вийшов на DVD у 2001 році, а у 2002 році з'явилася розширена режисерська версія.
Мінісеріал був знятий у співвідношенні сторін Univisium (2.00:1), але транслювався у форматі 16:9 (1.78:1).

## Синопсис

### Перший епізод
У далекому майбутньому людство розселилося по безлічі планет. Космічні польоти залежать від речовини «прянощі», що добувається на єдиній планеті Арракіс, відомій також як Дюна. Всі планети об'єднує під своєю владою Імперія, котрою керують декілька домів. Герцог дому Атрідів, Лето, отримав у володіння Арракіс і його син Пол з матір'ю Джессікою вирушає туди ж на постійне життя. Хлопець бачить тривожні сни, підозрюючи, що за передачею Арракіса криється якийсь ворожий задум. Про ці сни дізнається Превелебна мати Могіям, очільниця ордена Бене Ґессерит, який керує євгенічними експериментами. Могіям випробовує хлопця, змусивши його витерпіти неймовірний біль. Потім вона дорікає Джессіці, що та, згідно наказу, мусила народити дочку, а народивши Пола, порушила багатовіковий план. Утім, Могіям припускає, що Пол може бути корисним завдяки наданим селекцією здібностям.
Половий паставник, Ґурні Галлек, вчить хлопця фехтувати й розповідає про суворі умови Арракісу. Тим часом барон Владімір з дому Харконненів, продовжує свій план знищення Атрідів. Він полягає в тому, щоб при допомозі свого старшого небожа Раббана підняти бунти на Арракісі. Таким чином інші доми перестануть отримувати «прянощі» та забажають знищення Атрідів, що й виконають Харконнени.
Арракіс — пустельна спекотна планета, де дуже цінується вода. Прибувши туди, Пол дізнається, що правлячий дім Корріно наживається на видобутку «прянощі». На заваді цьому стоять фримени — корінні жителі планети, та величезні піщані хробаки. Лето з сином вирушає оглянути видобуток «прянощі». Вони помічають з літака наближення хробака до збірника «прянощі» та рятують робітників, завоювавши цим повагу в народу. Владімір невдоволений цим, але вирішує поки що не втручатись аби запевнити Атрідів, що вони у безпеці.
Згодом Раббан, попри наказ Владіміра, підсилає лікаря Юе, котрий намагається вбити Пола спеціальним дроном, проте зазнає невдачі. Пол знайомиться з принцесою Ірулан — дочкою імператора Шаддама IV. Незабаром фримени на чолі зі Стілґаром виявляють у пустелі бійців Харконненів. Лето дружиться зі Стілґаром і вважає, що фримени допоможуть йому встояти проти Харконненів. Тоді Владімір переходить до рішучих дій, пославши елітні війська сардаукарів на штурм цитаделі Атрідів.
Юе замислює вбити Владіміра, для чого паралізує Лето і вставляє йому зуб з отрутою, яка вб'є і герцога і барона. Після цього він впускає до цитаделі сардаукарів. Джессіку з Полом беруть у полон і за наказом вивозять в пустелю на поживу хробакам. Владімір обманює Юе, вбивши його дружину, котру тримав у заручниках, і слідом убиває самого Юе. Лето випльовує отруту, проте не влучає а барона. Владімір ставить на чолі Арракіса Раббана, щоб потім замінити його молодшим і розсудливим Фейдом-Раутою, домігшись підтримки у фрименів.
Джессіка з Полом звільняються і знаходять сховок зі спорядженням, залишений Дунканом. Обоє ховаються серед скель, де зустрічаються з племенем фрименів.

### Другий епізод
Владімір підозрює, що Пол і Джессіка вижили, але не має жодних доказів. Вони приєднуються до фрименів, які вірять в прихід месії, навіяний Бене Ґессерит. Джессіка перемагає вождя племені, чим виборює право на життя з ними. Потім і Пол виборює в поєдинку членство у племені, беручи ім'я Муад'Діб. Пол демонструє видатні фізичні та розумові здібності, спонукаючи фрименів думати, що він і месією. Він найомиться з дівчиною-фрименкою Чані та вивчає звичаї. Водночас він з матір'ю навчають фрименів власних методів бою. Вони дізнаються, що фримени багато поколінь засаджують пустелі рослинами, щоб колись зробити Арракіс зеленою планетою. Пол розуміє, що племена можуть повалити Харконненів, здійснюючи набіги на добувачів «прянощі».
Фримени починають напади, що розлючує Раббана. В них теж є свою Преподобна мати, котра скоро помре, тому доручає Джессіці замінити її. Джессіка випиває для цього Воду Життя, збагачену «прянощами», що передає їй пам'ять Преподобної матері. Джессіка приховує свою вагітність, тому пам'ять передаються також її доньці Алії.
Раббан дізнається про Муад'Діба, проте не здогадується хто це. Він наказує вбити Муад'Діба. Тим часом Пол закохується в Чані, але починає бачити видіння майбутнього, сповненого крові.

### Третій епізод
Пол дізнається, що піщані хробаки виробляють «прянощі». Завдяки вживанню «прянощі» він отримує зв'язок із хробаками та прикликає одного з них і осідлує. Це переконує фрименів, що він справді очікуваний месія. Пол зустрічає Ґурні та приймає його до племені.
Владімір, бачачи успіхи фрименів, замислює отримати над ними владу та скинути імператора. Пол звертається до влади, заявляючи, що пануванню Харконненів скоро кінець. Джессіка розкриває синові, що Бене Ґессерит планували аби вона народила дочку, здатну відтворювати генетичну пам'ять усіх предків по жіночій лінії. Дочка ж мала народити Квізац Хедераха — чоловіка, здатного читати пам'ять по чоловічій лінії. Так орден здобув би владу над імперією.
Пол бачить видіння наближення якогось лиха і вирішує випити Воду Життя аби дізнатися що його чекає. Він вбиває молодого черва, щоб добути речовину. Пол впадає у транс і бачить майбутнє — атаку на Арракіс імперського флоту, щоб відбити його у фрименів. Він закликає усіх фрименів разом виступити проти Харконненів, що спричинить повстання по всій імперії.
Імперські війська висаджуються на планету та вбивають нещодавно народженого Полового сина. Алію полоняють сардаукари та привозять у столицю, куди прибуває імператор і Могіям. Пол з армією фрименів атакує місто під прикриттям піщаної бурі, осідлавши хробака. Алія вбиває барона Харконнена, Фейд-Раута викликає Пола на двобій, але гине. Пол постає перед імператором і погрожує знищити всі «прянощі», заливши їх водою, якщо той не передасть йому владу. Імператор відрікається від трону і Пол стає єдиним володарем Імперії, де всі доми тепер мусять слухатися його — непідкупного та справедливого. Він одружується з Ірулан, аби законно затвердити владу, та фактично лишається в парі з Чані.

## У ролях
| Актор               | Роль                       |
| ------------------- | -------------------------- |
| Алек Ньюман         | Пол Атрід / Муад'Діб       |
| Саскію Рівз         | Леді Джессіка              |
| Вільям Герт         | Лето Атрід                 |
| Джеймс Ватсон       | Дункан Айдаго              |
| Джен Влесак         | Суфір Хават                |
| П. Г. Моріарті      | Ґурні Галлек               |
| Роберт Рассел       | доктор Веллінґтон Юі       |
| Лора Бертон         | Алія Атрід                 |
| Ієн Мак-Ніс         | Барон Владімір Харконнен   |
| Метт Кіслер         | Фейд-Раата                 |
| Ласзло Й. Кіш       | Звір Раббан                |
| Джен Унґер          | Пітер де Вріс              |
| Джанкарло Джанніні  | Імператор Падіша Шаддам IV |
| Джулі Кокс          | Принцеса Ірулен            |
| Мірослав Таборські  | Граф Хасімір Фенрінґ       |
| Уве Оксенкенет      | Стілґар                    |
| Барбора Кодетова    | Чані                       |
| Якоб Шварц          | Отейм                      |
| Карел Добри         | Літ-Кінес                  |
| Крістофер Лі Бравн  | Джаміс                     |
| Ярослава Щіктанцова | Shadout Mapes              |
| Зюзана Ґайслерова   | Превелебна мати Могіям     |
| Філіп Ленковські    | Агент гільдії              |

## Розробка
Придбавши телевізійні права на оригінальні шість романів Френка Герберта франшизи «Дюна», виконавчий продюсер Річард П. Рубінштейн уявив собі складний книжковий матеріал, адаптований у форматі мінісеріалу, як він зробив це раніше з «Протистояння» (1994) і «Лангольєри» (1995) Стівена Кінґа. 2003 року він сказав газеті «The New York Times»: «Я виявив, що між довгими, складними книгами й телевізійними мінісеріалами існує чудовий шлюб. Є книги, які просто неможливо втиснути у двогодинний фільм.» Приблизно тоді ж, коли Рубенштейн вперше розробляв матеріал, президент «Sci Fi Channel» Бонні Гаммер очолювала кампанію та просувала ідею, щоб канал регулярно випускав «блокбастерні-мінісеріали». Мінісеріалу «Дюна» було надане зелене світло у листопаді 1999 року. «Дюна Френка Герберта», вийшла у 2000 році, і стала першим мінісеріалом каналу «Sci Fi Channel», за яким йшли: «Забрана Стівена Спілберга» (2002), «Діти Дюни Френка Герберта» і «Зоряний крейсер „Галактика“» (2003). Рубенштейн назвав свої два мінісеріали франшизи «Дюна» як «Наукова фантастика для людей, які зазвичай не люблять наукову фантастику», і припустив, що «Сага про Дюну має тенденцію залучати жінок частково тому, що в ній є сильні жіночі персонажі».

## Саундтрек
Саундтрек до мінісеріалу вийшов на лейблі «GNP Crescendo Records» 3 грудня 2000 року. Він містить 27 треків, написаних Ґремом Ревеллом і виконаних Філармонічним оркестром Праги.
Команда
- Аранжувальник, програмування: Девід Руссо
- Художня режисура: Марк Беннінґ
- Мікшування: Юрай Дурович
- Цифрове редагування, майстеринґ: Джеймс Нельсон
- Музична підготовка: Ґреґґ Нестор
- Продюсер: Ґрем Ревелл
- Музичний редактор: Джош Вінґет

| Список композицій альбому Original Television Soundtrack From The Sci Fi Channel Mini Series | Список композицій альбому Original Television Soundtrack From The Sci Fi Channel Mini Series | Список композицій альбому Original Television Soundtrack From The Sci Fi Channel Mini Series |
| #                                                                                            | Назва                                                                                        | Тривалість                                                                                   |
| -------------------------------------------------------------------------------------------- | -------------------------------------------------------------------------------------------- | -------------------------------------------------------------------------------------------- |
| 1.                                                                                           | «Main Theme»                                                                                 | 1:55                                                                                         |
| 2.                                                                                           | «Navigator Advises»                                                                          | 1:30                                                                                         |
| 3.                                                                                           | «Pain Box»                                                                                   | 2:59                                                                                         |
| 4.                                                                                           | «Worm Sign / Escape the Worm»                                                                | 4:17                                                                                         |
| 5.                                                                                           | «Dreamscape»                                                                                 | 1:57                                                                                         |
| 6.                                                                                           | «Up The Ladder / Battle»                                                                     | 1:22                                                                                         |
| 7.                                                                                           | «Desert Trek»                                                                                | 1:44                                                                                         |
| 8.                                                                                           | «Outrun Worm»                                                                                | 2:22                                                                                         |
| 9.                                                                                           | «Travel With Fremen»                                                                         | 1:21                                                                                         |
| 10.                                                                                          | «Reclaim Janis? Water / Worm Riding»                                                         | 4:47                                                                                         |
| 11.                                                                                          | «Fremen Village»                                                                             | 2:47                                                                                         |
| 12.                                                                                          | «Underground Lake Vision»                                                                    | 2:14                                                                                         |
| 13.                                                                                          | «Paul & Chani»                                                                               | 2:18                                                                                         |
| 14.                                                                                          | «Chani & Paul's Love»                                                                        | 2:07                                                                                         |
| 15.                                                                                          | «Worm Bark»                                                                                  | 2:26                                                                                         |
| 16.                                                                                          | «Seduction Pt.1»                                                                             | 1:53                                                                                         |
| 17.                                                                                          | «Seduction Pt.2»                                                                             | 4:12                                                                                         |
| 18.                                                                                          | «Jessica Changes Water»                                                                      | 1:41                                                                                         |
| 19.                                                                                          | «Desert Love»                                                                                | 1:28                                                                                         |
| 20.                                                                                          | «Paul's Vision»                                                                              | 1:41                                                                                         |
| 21.                                                                                          | «Conquering The Worm»                                                                        | 2:51                                                                                         |
| 22.                                                                                          | «Paul Drinks»                                                                                | 2:49                                                                                         |
| 23.                                                                                          | «Paul Reigns»                                                                                | 3:37                                                                                         |
| 24.                                                                                          | «The Killing of the Innocent»                                                                | 2:22                                                                                         |
| 25.                                                                                          | «Baron Harkonnen Dies»                                                                       | 2:01                                                                                         |
| 26.                                                                                          | «Jihad Begins / Last Fight»                                                                  | 2:57                                                                                         |
| 27.                                                                                          | «Paul Chooses-Finale»                                                                        | 3:25                                                                                         |
| 1:07:02                                                                                      |                                                                                              |                                                                                              |

## Сприйняття
Кармел Деґан з «Variety» писав, що попри доволі знаменитий акторський склад, персонажі вийшли надто бляклими, а Алек Ньюман, який грає Пола, в серіалі «надзвичайно звичайний». За словами критика, дійсно цікавий один лише барон Харконнен. Зазначалося, що в серіалі забагато камерних сцен серед декорацій і обмаль пустельних просторів, а самим декораціям і костюмам бракує оригінальності. Згідно з вердиктом, «Sci Fi просто відкусили більше, ніж можуть пережувати, беручись за проєкт такого масштабу».
Еммет Ешер-Перрін з Tor.com писала, що до свого часу (2017 рік) серіал був найкращою адаптацією «Дюни». На створення виділили небагато коштів, але спецефекти й декорації зроблені винахідливо. Також похвалу отримала хореографія боїв і переконливий дизайн костюмів для виживання в пустелі. Серіал, однак, як і інші адаптації, ігнорує тему того, що месіанство Мудад'Діба призведе до війни та ще більших жертв. Зрештою наступний мінісеріал «Діти Дюни» перевершує попередника, але він є екранізацією вже іншої книги.

## Відеогра
У 2001 році вийшла 3D-відеогра «Frank Herbert's Dune» від Cryo Interactive/DreamCatcher Interactive стилізована під мінісеріал 2000 року.

## Продовження
Мінісеріал 2003 року під назвою «Діти Дюни Френка Герберта» продовжує цю історію, адаптуючи другий і третій романи серії («Месія Дюни» 1969 року і його продовження «Діти Дюни» 1976 року).